# Märkische Allgemeine
Märkische Allgemeine, ibland även kallad Märkische Allgemeine Zeitung (förkortas MA eller MAZ) är en tysk dagstidning och regionaltidning för västra Brandenburg i Tyskland. Tidningen utkommer i 15 olika lokalutgåvor för orterna i området med en total upplaga på 132 313 exemplar.  Den största lokalutgåvan är Potsdamer Tageszeitung i Potsdam med 27 080 exemplar.  Tidningens huvudredaktion ligger också i Potsdam.  
Märkische Allgemeine ges ut sex dagar i veckan, måndag till lördag.  Enligt egen uppgift hade tidningen år 2010 omkring 400 000 läsare och är därmed den mest lästa prenumerationsdagstidningen i Brandenburg.  
Namnet Märkische syftar på det historiska landskapet Mark Brandenburg i tidningens utgivningsområde, medan Allgemeine togs från dåvarande ägaren Frankfurter Allgemeine Zeitung 1990.

## Historia och föregångare
En föregångare till tidningen under namnet Märkische Volksstimme gavs ut mellan 1890 och 1933, då som SPD-tidning i Frankfurt an der Oder.  Denna förbjöds under Nazityskland.
En ny tidning med samma namn grundades efter andra världskriget och var under namnet Märkische Volksstimme perioden 1946-1990 regionalt partiorgan för Tysklands socialistiska enhetsparti (SED) i Bezirk Potsdam i Östtyskland.  I samband med Tysklands återförening 1990 köptes tidningen av Frankfurter Allgemeine Zeitung GmbH, blev politiskt oberoende och bytte namn till Märkische Allgemeine.  Sedan 2011 ägs tidningen av Madsack-gruppen med högkvarter i Hannover.  